# Каліш (Мазовецьке воєводство)
Каліш (пол. Kalisz) — село в Польщі, у гміні Реґімін Цехановського повіту Мазовецького воєводства.
Населення — 81 особа (2011).
У 1975-1998 роках село належало до Цехановського воєводства.

## Демографія
Демографічна структура станом на 31 березня 2011 року:
|          | Загалом | Допрацездатний вік | Працездатний вік | Постпрацездатний вік |
| -------- | ------- | ------------------ | ---------------- | -------------------- |
| Чоловіки | 42      | 8                  | 28               | 6                    |
| Жінки    | 39      | 4                  | 25               | 10                   |
| Разом    | 81      | 12                 | 53               | 16                   |